# Suvaja (Kozarska Dubica)
Suvaja (szerbül: Суваја), falu Bosznia-Hercegovinában, Bosanska krajina területén, Kozarska Dubica községben, a Szerb Köztársaságban. 

## Fekvése
Bosznia-Hercegovina északi részén, Banja Lukától légvonalban 59, közúton 93 km-re északnyugatra, községközpontjától légvonalban 6, közúton 7 km-re nyugatra, az Una jobb partján, 100 - 250 méteres tengerszint feletti magasságban, a Potkozarje dombjai között fekszik. Áthalad rajta a Novi Gradot Kozarska Dubicával összekötő főút.

## Népessége
| Nemzetiségi csoport | Népesség 1991 | Népesség 2013 |
| ------------------- | ------------- | ------------- |
| Szerb               | 132           | 98            |
| Bosnyák             | 0             | 0             |
| Horvát              | 0             | 0             |
| Jugoszláv           | 13            | 0             |
| Egyéb               | 6             | 1             |
| Összesen            | 151           | 99            |

## Története
A területén talált épületmaradványok tanúsága szerint itt már az ókorban római település állt, melyet a Tabula Peutingeriana által is ábrázolt Ad Praetorium római útállomással azonosítottak.  A település 1878-ig tartozott az Oszmán Birodalomhoz, ekkor a berlini kongresszus határozata alapján az Osztrák-Magyar Monarchia része lett. 1879-ben az első osztrák-magyar népszámlálás során a Kostajnicai járáshoz tartozó Čelebinci község részeként a falunak 17 háztartása és 99 ortodox szerb lakosa volt. 1910-ben a Bosanska Dubica-i járásban fekvő településen 30 háztartást és 183 ortodox szerb lakost találtak. A monarchia szétesésével 1918-ben előbb a Szerb-Horvát-Szlovén Királyság, majd 1929-től a Jugoszláv Királyság része. 1921-ben a községnek 35 háztartása és 204 lakosa volt. Jugoszlávia megszállása után a falu a Független Horvát Állam (NDH) része lett. 1945-től a település a szocialista Jugoszlávia része volt. A Bosznia-Hercegovinában zajló polgárháború idején a település a Boszniai Szerb Köztársaság része volt. Jugoszlávia felbomlása és a bosznia-hercegovinai háború során a falu nem szenvedett jelentősebb veszteségeket. 1995. szeptember 18-án és 19-én az Una horvát hadművelet keretében Kozarska Dubica község területét megtámadta a Horvát Köztársaság hadserege (HV). Ezt a támadást a Boszniai Szerb Köztársaság hadserege (VRS) és a helyi lakosság visszaverte. A daytoni békeszerződést követő területfelosztásnál a település, Kozarska Dubica község részeként a Szerb Köztársaság területéhez került.

## Nevezetességei
- Kamenik – ókori település maradványai. Az Una partja mentén romok láthatók, melyek mintegy 5 hektáros területre terjednek ki. A romok egy része mára fel van tárva, melyeket végül Ad Praetorium római útállomással azonosítottak. A többi rész feltárása még várat magára.[4]